# Robert Downey Jr.
Pour les articles homonymes, voir Downey (homonymie).
Robert Downey Jr. , né le 4 avril 1965 à New York, est un acteur et scénariste américain.
Révélé dans les années 80, il est nommé pour l'Oscar du meilleur acteur en 1993 pour son interprétation de Charlie Chaplin dans Chaplin, mais connaît ensuite un passage à vide du fait de graves problèmes de drogue et d'alcool qui le conduisent en prison.
Rétabli, il opère un retour en force et devient, en 2008, Iron Man dans les films de l'Univers cinématographique Marvel, franchise au sein de laquelle il occupe une place majeure durant plus d'une décennie. Cela lui vaut d'être en 2013 l'un des acteurs les mieux payés au monde. Ce retour se confirme avec les succès de Sherlock Holmes (2009) et Sherlock Holmes : Jeu d'ombres (2011) de Guy Ritchie, où il tient le rôle-titre.
En 2023, il incarne Lewis Strauss dans le biopic Oppenheimer, rôle qui lui vaut le Golden Globes du meilleur acteur dans un second rôle et le Screen Actors Guild Award du meilleur acteur dans un second rôle. Pour ce même rôle, il reçoit le 11 mars 2024 l’Oscar du meilleur acteur dans un second rôle.

## Biographie

### Jeunesse
Né à Greenwich Village, un secteur du quartier de Manhattan, à New-York, Robert Downey Jr. est le fils des acteurs Robert Downey Sr. (né Elias) et Elsie Downey (née Ann Ford). Robert a des origines irlandaise, juive lituanienne et hongroise,, du côté de son père, écossaise, allemande et suisse du côté de sa mère, il a une sœur aînée nommée Allyson,.

### Carrière

#### Début dans le cinéma
En 1970, il joue dans un film de son père, alors qu'il n'a que cinq ans. Quelque temps après le divorce de ses parents, il retourne vivre avec sa mère à Los Angeles, où il fait des petits boulots (il travaille dans un restaurant et un magasin de chaussures) et joue dans des petites pièces de théâtre après avoir abandonné l'université.

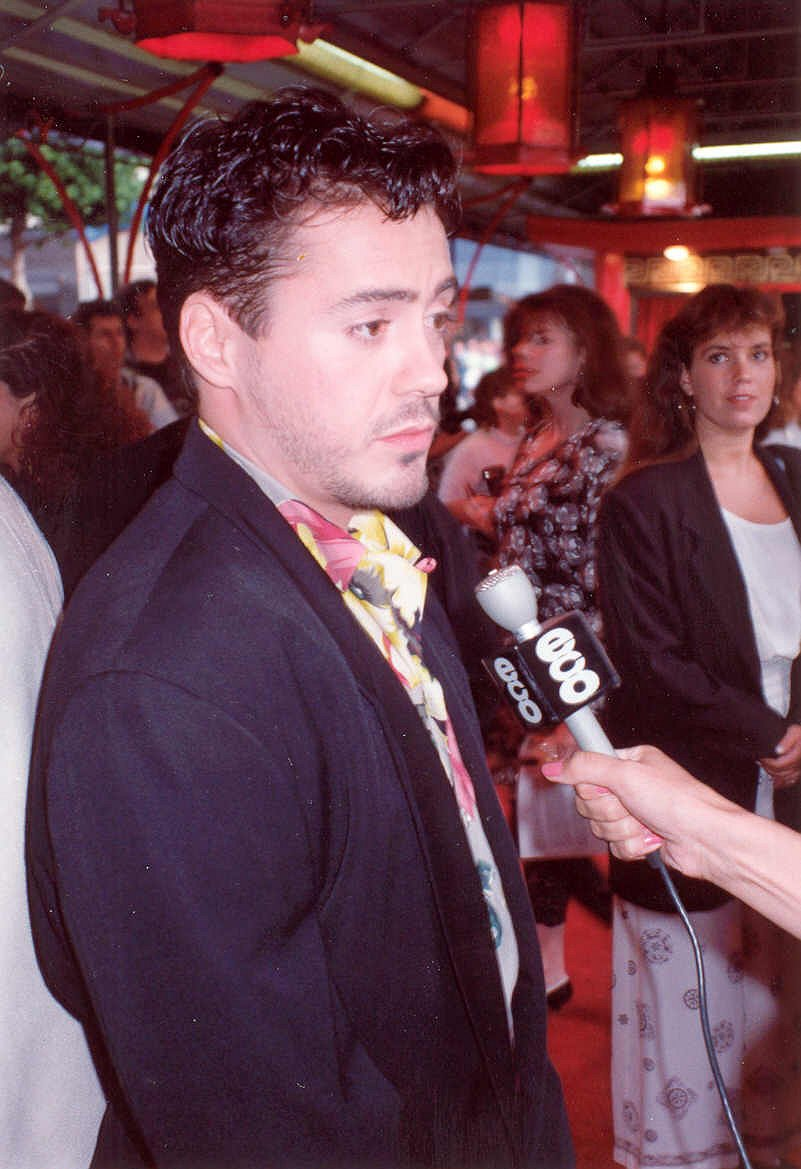
L'acteur à la première de Air America, en août 1990.

Il participe à une minisérie télévisée, Mussolini : The Untold Story, puis est engagé pour la saison 1985-1986 dans le Saturday Night Live, dont la saison fut un échec public. Il part ensuite pour Hollywood, où il obtient des seconds rôles dans des films pour adolescents avant de décrocher en 1987 la tête d’affiche dans un film de James Toback, The Pick-Up Artist. La même année, il attire l’attention en incarnant un jeune toxicomane dans Neige sur Beverly Hills, adaptation du roman de Bret Easton Ellis. Ultérieurement, à la lumière de ses abus, l'acteur déclara qu'il devint l'exagération du personnage qu'il interprète. Il enchaîne les projets professionnels, étoffant ses rôles jusqu’à partager la vedette avec des célébrités comme James Woods dans Coupable Ressemblance et Mel Gibson dans Air America.

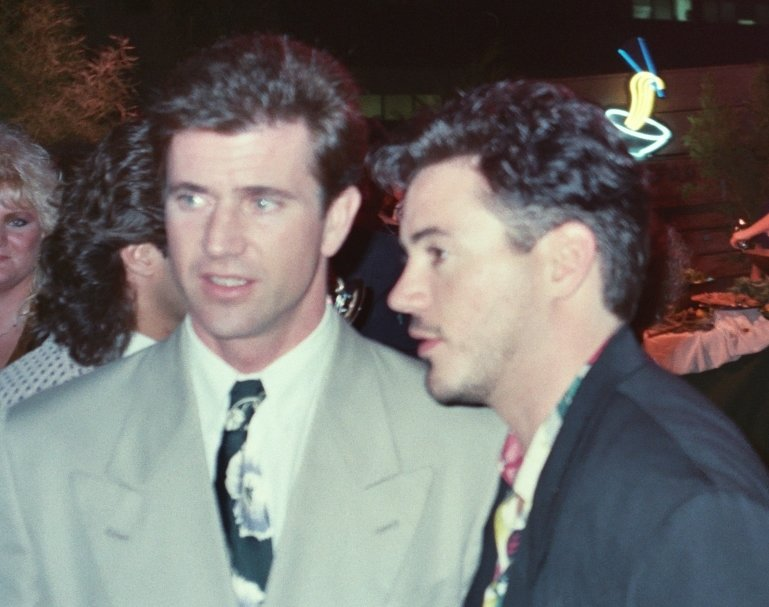
L'acteur pour la première, aux côtés de Mel Gibson, en août 1990.

#### Succès et années difficiles (années 1990-1999)
Il donne la réplique en 1991 à Sally Field, Kevin Kline, Whoopi Goldberg, Cathy Moriarty, Teri Hatcher, Kathy Najimy, Carrie Fisher et Finola Hughes, pour le film La télé lave plus propre. Il s'agit d'une comédie parodiant la tonalité mélodramatique et les ressorts narratifs extravagants des soap operas, dont la prestation de Kevin Kline est nommé aux Golden Globe Award.
En 1993 Richard Attenborough le choisit pour incarner Charlie Chaplin dans Chaplin, une composition remarquée qui lui vaut d’être nommé pour l’Oscar du meilleur acteur, sans toutefois l’obtenir. Mais entre 1996 et 2003 la carrière de Robert Downey Jr. est affectée par les graves problèmes de toxicomanie et d’alcoolisme dont il souffre depuis l'adolescence et qui lui valent d’être arrêté et emprisonné à plusieurs reprises. Malgré ses nombreux excès, il continue de jouer des rôles comme l'officier John Royce dans U.S. Marshals (1998) ou un tueur en série de Prémonitions (1998).

#### Décennie 2000
En 2000, il campe un éditeur littéraire dans la comédie dramatique Wonder Boys, aux cotés de Michael Douglas, Tobey Maguire, Frances McDormand et Katie Holmes.
On le découvre aussi sur petit écran en 2001 grâce à la série Ally McBeal, pour laquelle il décroche un Golden Globe. Mais il est exclu du tournage après s'être fait arrêter pour détention de drogue et d'arme à feu. Obligé de suivre à nouveau une cure de désintoxication, il semble prendre conscience qu'il ne peut continuer ainsi. Il se décide à se soigner en suivant un véritable traitement. Il incarne le psy et collègue de Halle Berry, dans Gothika (2003). Après cinq années de rechutes, il émerge enfin. Il attribue son rétablissement à son mariage avec Susan Levin et à un évènement déclencheur survenu en 2003 s'arrêtant dans un Burger King la voiture chargée de substances illicites, il mange un cheeseburger « dégoûtant » et se dit subitement que « quelque chose de très grave va arriver ». Il jette toutes ses drogues dans l'océan et met instantanément fin à tous ses excès. Un premier hommage à cet épisode de sa vie sera rendu dans le film Iron Man en 2008, quand de retour de sa captivité en Afghanistan, Tony Stark demande à manger un cheeseburger avant d'annoncer au monde que son entreprise va cesser de fabriquer des armes , puis dans Iron Man 3 en 2013 lorsqu’il jette son électro-aimant, précédemment placé dans son torse, dans l’océan, pour « Commencer une nouvelle vie » et enfin dans Avengers: Endgame en 2019 : lorsque Happy Hogan demande à la fille d'Iron Man ce qu'elle désire manger lors de ses funérailles, elle répond « des cheeseburgers ».

#### Retour au premier plan (2005-2009)

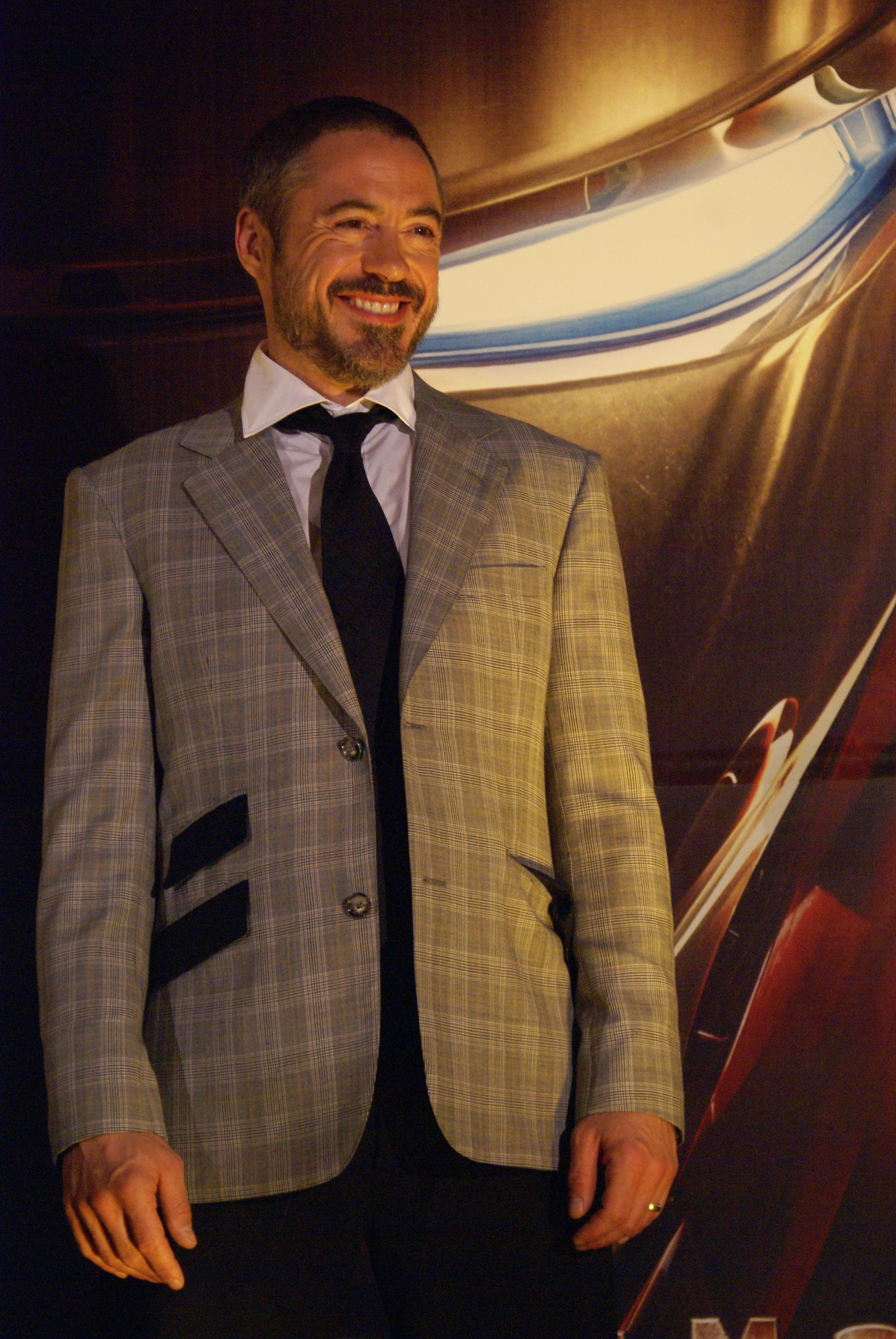
Robert Downey Jr. en promotion mexicaine de Iron Man, en avril 2008.

En 2005, il interprète un malfrat devenu apprenti détective privé dans Kiss Kiss Bang Bang et un journaliste dans Good Night and Good Luck de George Clooney. En 2006, il joue un médecin dans Raymond de Brian Robbins; il considère cette comédie comme un film important pour sa carrière car elle lui permet d'être repéré par Disney. En 2007, il séduit Nicole Kidman dans Fur et joue dans Zodiac de David Fincher.
Mais c'est en 2008 que l'acteur va gagner une reconnaissance populaire :
tout d'abord, il joue dans la comédie Tonnerre sous les tropiques, réalisée par Ben Stiller. Downey Jr. y livre une performance délirante dans le rôle d'un acteur australien Kirk Lazarus se préparant pour le rôle d'un sergent afro-américain. Sa performance lui vaut une nomination à l'Oscar du meilleur acteur dans un second rôle.
Mais surtout, cette année il connait un succès critique et commercial mondial en incarnant Tony Stark, alias Iron Man, dans l'adaptation cinématographique du comic-book, produit par Marvel Studios.
En octobre 2008, il signe un contrat pour incarner Tony Stark / Iron Man dans deux suites à ce succès, mais aussi un futur film réunissant d'autres super-héros, prévu pour 2012, Avengers. Il annonce ce retour en faisant une petite apparition à la fin de L'Incroyable Hulk, le deuxième film de l'univers cinématographique Marvel (MCU), réalisé par le français Louis Leterrier. Le premier Iron Man est par son succès le film qui lance véritablement l'Univers cinématographique Marvel où différentes intrigues mettant en scène les super-héros créés par Stan Lee vont se tisser jusqu'à s'assembler sur vingt-trois films (en date de juillet 2019).
Entretemps, il s'est déjà engagé sur deux projets prévus pour l'année suivante.
En 2009, il prête ainsi ses traits à Sherlock Holmes dans une nouvelle adaptation cinématographique à gros budget du classique littéraire anglais de Arthur Conan Doyle. L'acteur y est entouré de Jude Law dans le rôle de Watson et de Rachel McAdams dans celui de Irene Adler. L'acteur connait un large succès commercial à travers le monde, et Downey Jr. reçoit un Golden Globe du meilleur acteur pour son interprétation.
La même année, il défend un projet plus modeste : le drame Le Soliste réalisé par Joe Wright. L'acteur y incarne le journaliste Steve Lopez, qui a découvert un musicien de génie dans la rue, interprété par l'oscarisé Jamie Foxx. Il se concentre ensuite sur les films Marvel.

#### Confirmation commerciale (années 2010)
En 2010, il reprend le rôle d'Iron Man dans le deuxième opus, toujours réalisé par Jon Favreau. Il y a notamment pour partenaire Scarlett Johansson, qui y incarne la Veuve noire.

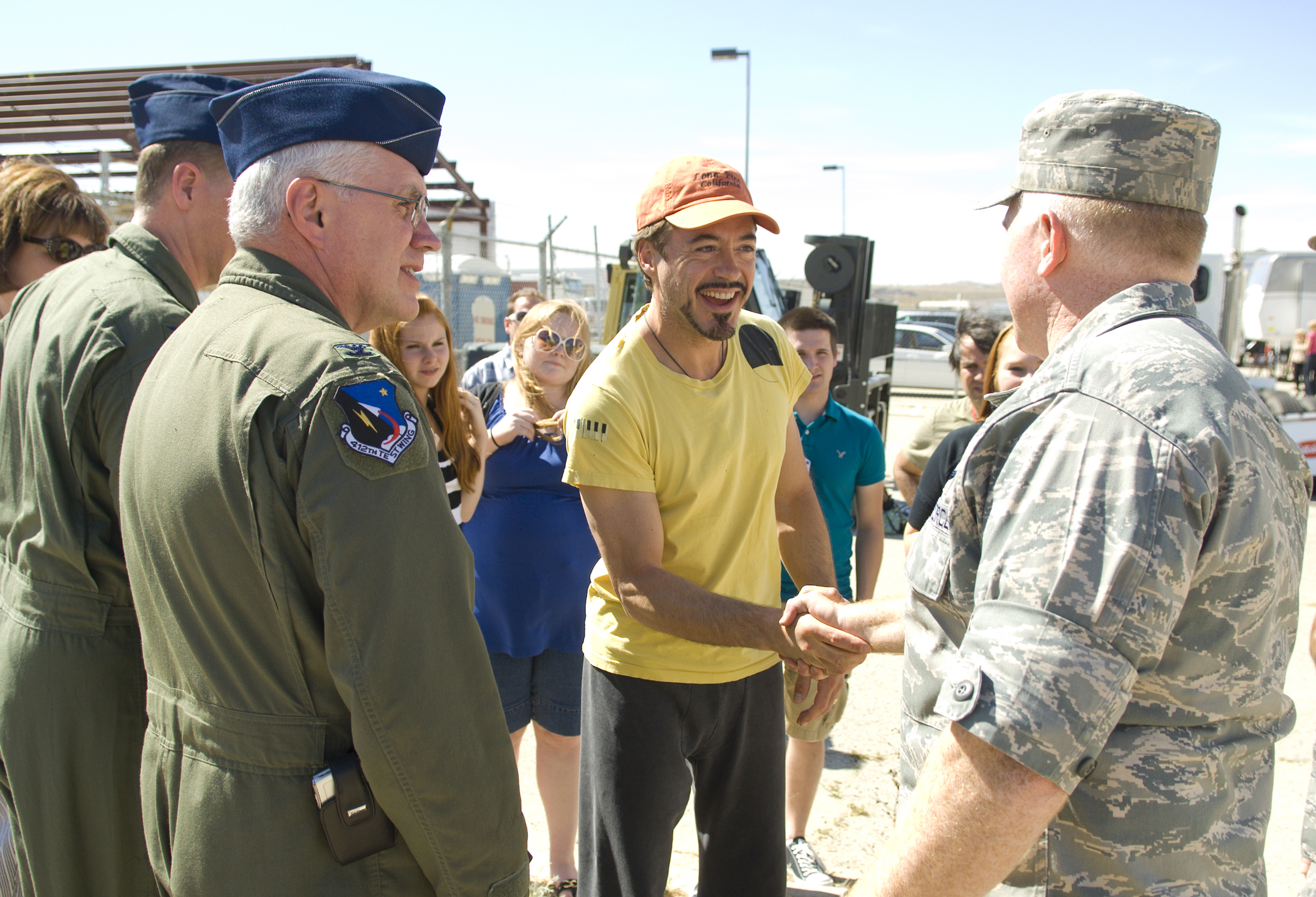
Robert Downey Jr. durant le tournage du film Iron Man 2 à la base Edwards de l'U.S. Air Force, en mai 2009.

Durant l'été, il partage l'affiche de la comédie potache Date Limite avec Zach Galifianakis, sous la direction du réalisateur Todd Phillips.
L'année 2012 est marquée par la sortie de deux blockbusters: il redevient Sherlock Holmes pour un second opus, toujours réalisé par Guy Ritchie. Mais surtout, il ré-endosse l'armure de Iron Man pour être le leader des superhéros de Avengers, film-évènement écrit et réalisé par Joss Whedon. Il y côtoie Chris Hemsworth en Thor, Mark Ruffalo en Hulk, Chris Evans en Captain America, toujours Scarlett Johansson en  Veuve noire, et Jeremy Renner en Œil-de-faucon. Le groupe fait face à Tom Hiddleston en Loki. Le film connait un énorme succès critique et commercial.
Il débute en mai 2012 le tournage de Iron Man 3, écrit et réalisé par Shane Black, un film pour lequel sa rémunération s'est élevée à 50 millions $. La même année, il remet avec Gwyneth Paltrow le trophée du meilleur documentaire lors de la 84e cérémonie des Oscars.
En 2013, grâce à Avengers et Iron Man 3, Downey Jr. devient l'acteur le mieux payé d'Hollywood avec 75 millions de dollars accumulés entre juin 2012 et juin 2013.

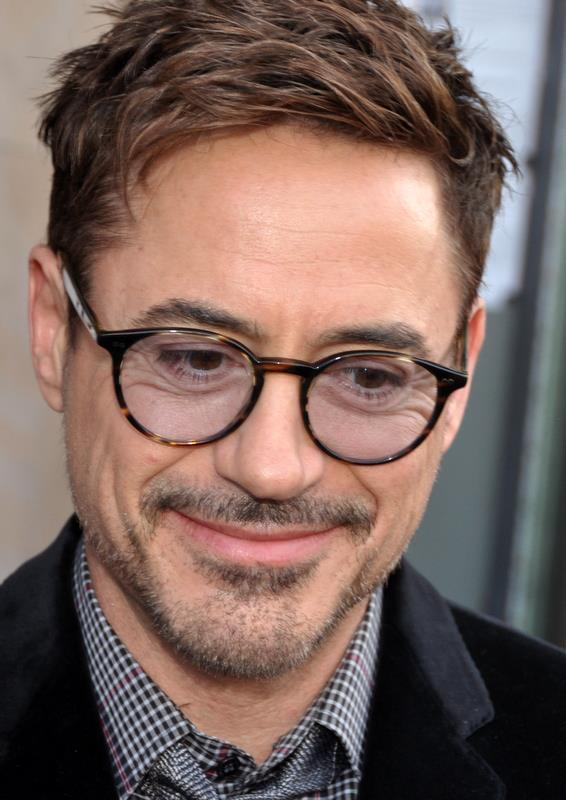
Robert Downey Jr. à l'Avant-Première d'Iron Man 3 à Paris en 2013.

En juin, il renouvelle son contrat avec Marvel Studios pour apparaître dans deux suites à Avengers.
En 2014, il s'investit dans un film plus personnel et modeste, Le Juge. Il produit et joue dans ce drame réalisé par David Dobkin, où il incarne un avocat chargé de défendre son père, joué par Robert Duvall. Son interprétation est unanimement saluée, contrairement au film pour lequel les avis sont plus partagés. Cette année là, il tient aussi un second rôle dans la comédie dramatique culinaire, Chef, qui marque le retour au cinéma indépendant de Jon Favreau. Scarlett Johansson est aussi au casting de ces retrouvailles.
L'année suivante, il redevient Iron Man dans Avengers : L'Ère d'Ultron. Ce projet signe sa sixième apparition dans l'univers cinématographique Marvel, soit le personnage le plus récurrent derrière Nick Fury (incarné par Samuel L. Jackson).
Le film est un énorme succès et Downey Jr. renégocie son contrat avec Marvel Studios pour étendre son engagement sur trois films supplémentaires, dont Captain America: Civil War. Les deux autres films seront Spider-Man: Homecoming et Avengers: Infinity War
Le 1er juillet 2015, le magazine Forbes révèle qu'il est pour la troisième année consécutive l'acteur le mieux payé au monde avec 80 millions de dollars gagnés entre le 1er juin 2014 et le 1er juin 2015, avec toutefois 28 millions de plus que l'actrice la mieux payée, Jennifer Lawrence (lauréate d'un Oscar),.
En 2016 sort Captain America: Civil War, dans lequel il se confronte à Captain America, pour ce dernier opus de la trilogie dédiée au super-héros au bouclier étoilé réalisé par Anthony et Joe Russo.
En 2017, sort Spider-Man: Homecoming, dans lequel il chaperonne Tom Holland, le nouvel interprète de Spider-Man. Pour 15 minutes d'apparition à l'écran, il touche 5 millions de dollars.
La même année, il tourne coup sur coup Avengers: Infinity War et Avengers: Endgame, qui sortent respectivement en avril 2018 et avril 2019. L'acteur a touché 75 millions de dollars pour le premier film, sans compter le pourcentage sur les recettes. Il est ainsi l'acteur le mieux payé de l'univers cinématographique Marvel. Le diptyque marque la fin de son contrat avec Marvel Studios, après neuf films en 11 ans.

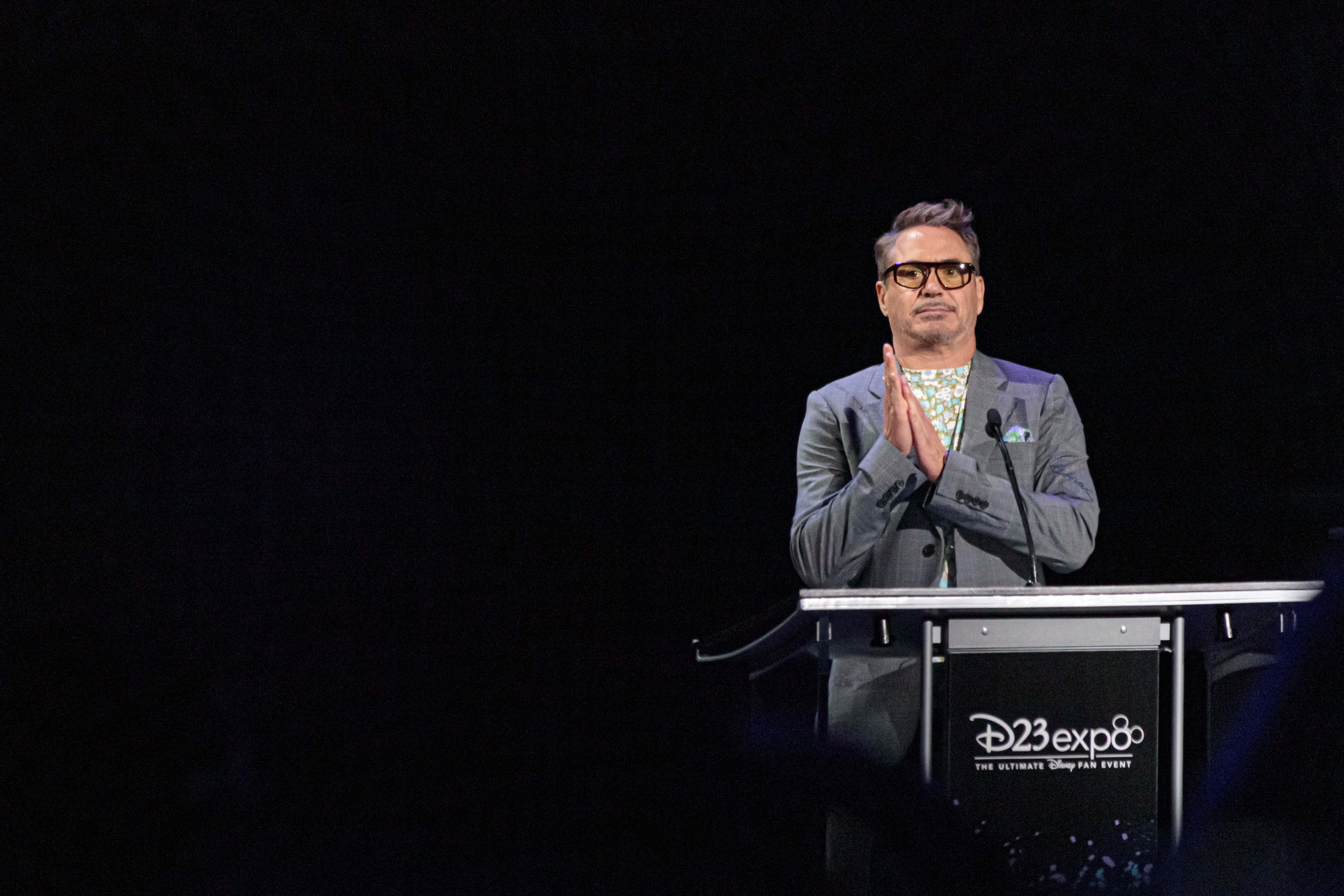
Robert Downey Jr. au pupitre de la Disney Legends Awards Ceremony, en 2019.

L'acteur souhaite tourner Sherlock Holmes 3, dont la production est sans cesse repoussée. 
Il joue le rôle-titre dans Le Voyage du Docteur Dolittle sous la direction de Stephen Gaghan. Le film est un échec critique et public. L'acteur déclara en 2023 que c'est l'un des films les plus importants de sa carrière car il « représente deux ans d'opportunités gâchées » qui l'ont remis en question.

#### Confirmation critique et récompense (années 2020)
En 2023, il apparaît dans Oppenheimer, réalisé par Christopher Nolan, où il joue le rôle de Lewis Strauss. Cette performance lui vaut de remporter le Golden Globe du meilleur acteur dans un second rôle et d'être nommé à Oscar du meilleur acteur dans un second rôle, 15 ans après sa nomination pour Tonnerre sous les tropiques, récompense qu'il obtiendra à la 96e cérémonie des Oscars.
Le 28 juillet 2024, il est officiellement annoncé — à la surprise générale — comme le principal antagoniste (Docteur Fatalis) du prochain film Avengers : Avengers: Doomsday, dont la sortie est prévue pour mai 2026, lors de la San Diego Comic Con. Cela marque également son retour dans l'univers cinématographique Marvel.

### Vie privée

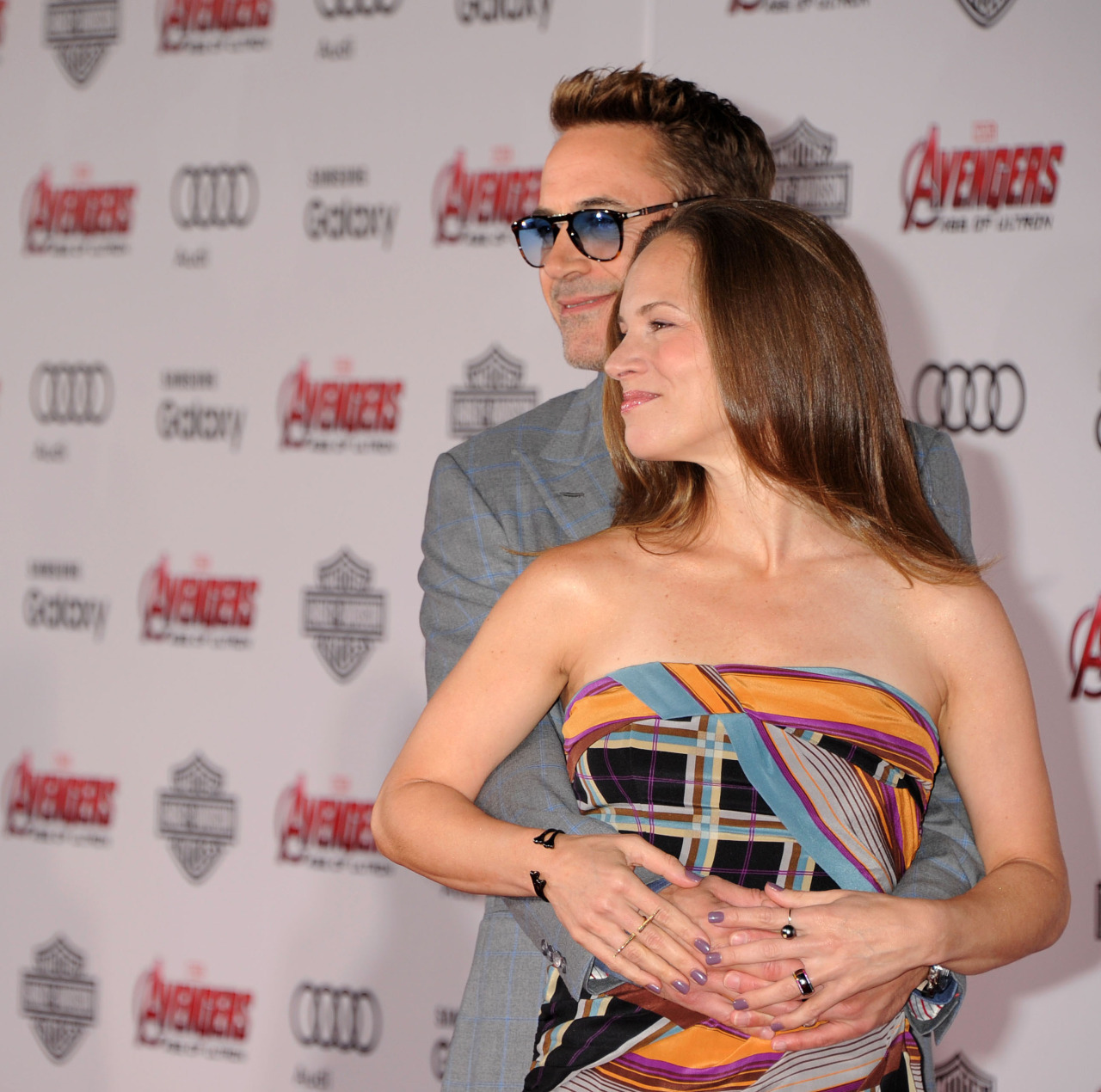
Robert Downey Jr. avec sa femme Susan Downey en avril 2015 à la première mondiale de Avengers : Age of Ultron

#### Relations et vie familiale
En 1984, il rencontre Sarah Jessica Parker sur le tournage de Firstborn. Le couple se sépare en 1991, à cause de la toxicomanie de Robert Downey Jr.
Downey a épousé l'actrice et chanteuse Deborah Falconer le 29 mai 1992. Le couple donne naissance à un garçon nommé Indio, né le 7 septembre 1993. La pression exercée sur leur mariage par les voyages répétés de Downey en cure de désintoxication et en prison a finalement atteint un point de rupture en 2001, au milieu de la dernière arrestation de Downey et de sa condamnation à un séjour prolongé en cure de désintoxication, Falconer a quitté Downey et a emmené leur fils avec elle. Downey et Falconer ont finalisé leur divorce le 26 avril 2004.
Il épouse en 2005 Susan Nicole Levin, rencontrée sur le tournage de Gothika et avec laquelle il fonde sa propre société de production Team Downey. Leur premier enfant, nommé Exton Elias, est né le 7 février 2012, suivi le 4 novembre 2014 d'une petite fille, Avri Roel.

#### Abstinence et sobriété
Enfant, Robert était « entouré de drogues ». Son père, qui était toxicomane, l’a autorisé à utiliser de la marijuana à seulement six ans. Interrogé plus tard sur son usage de drogue, Robert Downey Jr. déclare : « Quand mon père et moi consommions de la drogue ensemble, c’était comme s'il essayait d’exprimer son amour pour moi. » Très jeune, il a aussi commencé à devenir dépendant de l’alcool.
Robert affirme aujourd'hui qu'il ne consomme plus de drogue depuis juillet 2003 et que sa femme l'a aidé à vaincre ses habitudes de consommation de drogue et d'alcool. Il pratique le Kung Fu (appris par son ami Eric Oram, consultant en arts martiaux sur les tournages des films Avengers : L'Ère d'Ultron et Captain America : Civil War).
En décembre 2015, le gouverneur de la Californie, Jerry Brown, a gracié Robert Downey Jr. pour ses condamnations antérieures pour drogue. Oram a par ailleurs écrit à cette occasion une lettre de soutien au pardon de Robert au gouverneur Brown.

#### Religion et spiritualité
Robert Downey Jr. se considère aujourd'hui comme un « Juif Bouddhiste », et a expliqué avoir par le passé consulté des astrologues et s'être intéressé aux courants chrétien et hindou.

#### Opinions politiques
Dans une interview de 2008, Robert a déclaré que son séjour en prison avait quelque peu modifié ses opinions politiques : « J'ai des opinions politiques très particulières, même si je préfère éviter d'en parler à table. On ne peut pas passer d'une suite à 2000 $ la nuit au The Mirage à un pénitencier et en ressortir libéral. C'est tout simplement impossible. C'est une expérience que je ne souhaite à personne, mais elle a été pour moi extrêmement révélatrice et a forgé mes orientations politiques d'aujourd'hui. » Cependant, interrogé sur la citation dans une interview de 2015 pour promouvoir Avengers : L'Ère d'Ultron, il a nié le fait que sa déclaration précédente reflétait ses croyances de longue date et a déclaré : « Je ne dirais pas que je suis un républicain, un libéral ou un démocrate. »
Robert est membre du conseil d'administration de l'ONG « Anti-Recidivism Coalition ».
Lors de la campagne pour l'élection présidentielle américaine de 2016, il participe à un clip encourageant les Américains à aller voter, initiative du PAC Save the Day, qui finance la campagne de la candidate démocrate Hillary Clinton. En 2016, Robert est apparu dans une publicité commerciale anti-Trump avec d'autres célébrités à l'occasion des élections américaines.

## Autres activités
Dans un épisode de la série Ally McBeal, il chante Every Breath You Take en duo avec Sting. Après une apparition dans le vidéo clip I Want Love d'Elton John en 2000, il montre ses talents de musicien (chant, claviers, percussions, composition) avec l'album The Futurist, sorti en 2004. La chanson Broken, issue de cet album, est jouée dans le générique de fin du film Kiss Kiss Bang Bang (2005).
Robert Downey est un ami de Mel Gibson depuis qu'ils ont joué ensemble dans Air America. Downey a soutenu Gibson durant la controverse entourant La Passion du Christ, et a défendu celui-ci quand il fut arrêté pour conduite en état d'ivresse, disant : « personne n'est parfait ». Gibson a déclaré : « Il a été un des premiers à appeler pour me rappeler son amitié. Il a juste dit « Hey, bienvenue au club. Voyons ce qu'on peut faire pour travailler sur nous-mêmes ». » De plus Mel Gibson l'a aidé personnellement quand il avait des problèmes d'alcool.
Robert Downey a créé un fonds de capital-investissements nommé Downey Ventures principalement destiné aux sociétés liées à YouTube. Le 20 décembre 2012, Maker Studios annonce avoir finalisé une levée de fonds de 36 millions d'USD menée par Time Warner Investments mais comprenant aussi le fonds Downey Ventures. Le 20 mai 2014, Downey Ventures participe à la création de la société Epoxy fournissant des outils aux youtubers les reliant à leurs fans au travers des réseaux sociaux.

## Filmographie

### Acteur

#### Cinéma

##### Années 1970 et 1980
- 1970 : Pound de Robert Downey Sr. : Puppy
- 1972 : Le Paradis du Mexicain (Greaser's Palace) de Robert Downey Sr. (non crédité)
- 1980 : Up the Academy de Robert Downey Sr. : un garçon dans l'équipe de football (non crédité)
- 1983 : Baby It's You de John Sayles : Stewart
- 1984 : Firstborn de Michael Apted : Lee
- 1985 : Deadwait de Sam Hurwitz (court-métrage)
- 1985 : Quartier chaud (en) (Tuff Turf) de Fritz Kiersch : Jimmy Parker
- 1985 : Une créature de rêve (Weird Science) de John Hughes : Ian
- 1986 : À fond la fac (Back to School) d'Alan Metter : Derek Lutz
- 1986 : America de Robert Downey Sr. : Paulie Hackley
- 1987 : Le Dragueur (The Pick-up Artist) de James Toback : Jack Jericho
- 1987 : Neige sur Beverly Hills (Less Than Zero) de Marek Kanievska : Julian Wells
- 1988 : Toutes folles de lui (Johnny Be Good) de Bud S. Smith (en) : Leo Wiggins
- 1988 : Rented Lips (en) de Robert Downey Sr. : Wolf Dangler
- 1988 : 1969 d'Ernest Thompson : Ralph Carr
- 1989 : That's Adequate (en) d'Harry Hurwitz : Albert Einstein
- 1989 : Coupable Ressemblance (True Believer) de Joseph Ruben : Roger Baron
- 1989 : Le ciel s'est trompé (Chances Are) d'Emile Ardolino : Alex Finch

##### Années 1990
- 1990 : Air America de Roger Spottiswoode : Billy Covington
- 1991 : Dernières Volontés (Too Much Sun) de Robert Downey Sr. : Reed Richmond
- 1991 : La télé lave plus propre (Soapdish) de Michael Hoffman : David Seton Barnes
- 1992 : Chaplin de Richard Attenborough : Charles Spencer Chaplin
- 1993 : Drôles de fantômes (Heart and Souls) de Ron Underwood : Thomas Reilly
- 1993 : The Last Party (en) de Mark Benjamin et Marc Levin : lui-même (également scénariste)
- 1993 : Short Cuts de Robert Altman : Bill Bush
- 1994 : Hail Caesar d'Anthony Michael Hall : Jerry
- 1994 : Tueurs nés (Natural Born Killers) d'Oliver Stone : Wayne Gale
- 1994 : Only You de Norman Jewison : Petr Wright
- 1995 : Richard III de Richard Loncraine : Lord Rivers
- 1995 : Week-end en famille (Home for the Holidays) de Jodie Foster : Tommy Larson
- 1995 : Le Don du roi (Restoration) de Michael Hoffman : Robert Merivel
- 1996 : Danger Zone (en) d'Allan Eastman : Jim Scott
- 1997 : Pour une nuit (One Night Stand) de Mike Figgis : Charlie
- 1997 : Two Girls and a Guy de James Toback : Blake
- 1997 : Chaude journée à Los Angeles (Hugo Pool) de Robert Downey Sr. : Franz Mazur
- 1998 : The Gingerbread Man de Robert Altman : Clyde Pell
- 1998 : U.S. Marshals de Stuart Baird : Agent John Royce
- 1999 : Prémonitions (In Dreams) de Neil Jordan : Vivian Thompson
- 1999 : Friends and Lovers de George Haas : Hans
- 1999 : Bowfinger, roi d'Hollywood (Bowfinger) de Frank Oz : Jerry Renfro
- 1999 : Black and White de James Toback : Terry Donager

##### Années 2000
- 2000 : Wonder Boys de Curtis Hanson : Terry Grabtree
- 2000 : Auto Motives de Lorraine Bracco (court-métrage) : Rob
- 2002 : Lethargy de David Gelb et Joshua Safdie (court-métrage) : Animal Therapist
- 2003 : Whatever We Do de Kevin Connolly (court-métrage) : Bobby
- 2003 : The Singing Detective de Keith Gordon : Dan Dark
- 2003 : Gothika de Mathieu Kassovitz : Pete Graham
- 2004 : Eros — segment Équilibre de Steven Soderbergh : Nick Penrose
- 2005 : Kiss Kiss Bang Bang de Shane Black : Harry Lockhart
- 2005 : Good Night and Good Luck de George Clooney : Joe Wershba
- 2006 : Il était une fois dans le Queens (A Guide to Recognizing Your Saints) de Dito Montiel : Dito, adulte
- 2006 : Game 6 de Michael Hoffman : Steven Schwimmer
- 2006 : Raymond (The Shaggy Dog) de Brian Robbins : Dr Kozak
- 2006 : A Scanner Darkly de Richard Linklater: Barris
- 2006 : Lucky You de Curtis Hanson : Telephone Jack
- 2006 : Fur de Steven Shainberg : Lionel Sweeney
- 2007 : Zodiac de David Fincher : Paul Avery (en)
- 2008 : Charlie Bartlett de Jon Poll : Nathan Gardner
- 2008 : Iron Man de Jon Favreau : Tony Stark / Iron Man
- 2008 : L'Incroyable Hulk de Louis Leterrier : Tony Stark / Iron Man (caméo)
- 2008 : Tonnerre sous les tropiques (Tropic Thunder) de Ben Stiller : Kirk Lazarus
- 2009 : Le Soliste (The Soloist) de Joe Wright : Steve Lopez
- 2009 : Sherlock Holmes de Guy Ritchie : Sherlock Holmes

##### Années 2010
- 2010 : Iron Man 2 de Jon Favreau : Tony Stark / Iron Man
- 2010 : Date limite (Due Date) de Todd Phillips : Peter Highman
- 2011 : Sherlock Holmes : Jeu d'ombres de Guy Ritchie : Sherlock Holmes
- 2012 : Avengers de Joss Whedon : Tony Stark / Iron Man
- 2013 : Iron Man 3 de Shane Black : Tony Stark / Iron Man
- 2014 : Le Juge (The Judge) de David Dobkin : Hank Palmer
- 2014 : Chef de Jon Favreau : Marvin
- 2015 : Avengers : L'Ère d'Ultron (Avengers: Age of Ultron) de Joss Whedon : Tony Stark / Iron Man
- 2016 : Captain America : Civil War d'Anthony et Joe Russo : Tony Stark / Iron Man
- 2016 : The Nice Guys de Shane Black : Sid Shattuck (caméo non crédité)
- 2016 : All-Star Weekend de Jamie Foxx (film tourné mais jamais sorti)
- 2017 : Spider-Man: Homecoming de Jon Watts : Tony Stark / Iron Man
- 2018 : Avengers: Infinity War d'Anthony et Joe Russo : Tony Stark / Iron Man
- 2019 : Avengers: Endgame d'Anthony et Joe Russo : Tony Stark / Iron Man
- 2019 : Spider-Man: Far From Home de Jon Watts : Tony Stark / Iron Man (images d'archives tirés du film Captain America Civil War)

##### Années 2020
- 2020 : Le Voyage du Docteur Dolittle (Dolittle) de Stephen Gaghan : Dr John Dolittle
- 2023 : Oppenheimer de Christopher Nolan : Lewis Strauss
- 2025 : Les Quatre Fantastiques : Premiers pas (The Fantastic Four: First Steps) de Matt Shakman : Victor Von Fatalis / Docteur Fatalis (caméo non crédité, inter-générique)[51]
- 2026 : Avengers: Doomsday d'Anthony et Joe Russo : Victor Von Doom / Docteur Doom

#### Télévision
- 1985 : Mussolini: The Untold Story (en) de William A. Graham : Bruno Mussolini
- 1985-1986 : Saturday Night Live de Lorne Michaels - 18 épisodes
- 1995 : Mr. Willowby's Christmas Tree (en) de Jon Stone (court métrage) : Mr Willowby
- 1996 : Saturday Night Live de Lorne Michaels - saison 22, épisode 6
- 2000-2001 : Ally McBeal - saison 4 de David E. Kelley : Larry Paul
- 2005 : Les Griffin (Family Guy), épisode Fat Guy Strangler de Sarah Frost
- 2024 : Le Sympathisant (The Sympathizer) (mini-série) de Park Chan-wook

#### Doublage de jeu vidéo
- 2008 : Iron Man : Tony Stark / Iron Man
- 2016 : Lego Marvel's Avengers : Tony Stark / Iron Man

### Producteur
- 2006 : Il était une fois dans le Queens (A Guide to Recognizing Your Saints) de Dito Montiel (coproducteur)
- 2014 : Le Juge (The Judge) de David Dobkin (producteur délégué)
- 2019 : Le Voyage du Docteur Dolittle (Dolittle) de Stephen Gaghan (producteur délégué)
- 2019-2020 : L'Âge de l'IA (The Age of A.I.) (série TV documentaire) - 8 épisodes
- 2020-2023 : Perry Mason (série TV)
- 2021-2024 : Sweet Tooth (série TV)
- 2022 : Robert Downey Sr., le père ("Sr.") (documentaire) de Chris Smith
- 2023 : Downey's Dream Cars (série TV documentaire)
- 2024 : Le Sympathisant (The Sympathizer) (mini-série TV)
- 2025 : Play Dirty de Shane Black

## Robert Downey Jr. dans la culture populaire
La médiatisation de ses déboires avec l'alcool ont valu à Robert Downey Junior l'expression « Downey syndrome » en anglais, référence au syndrome de Down (Down syndrome), pour désigner des personnes que l'ébriété mène à avoir des comportements idiots. Il a été parodié un court instant dans l'épisode Mel Gibson les cloches de la série Les Simpson.

## Voix francophones
Pour les versions françaises, Bernard Gabay est la voix principale de Robert Downey Jr. depuis Neige sur Beverly Hills en 1987. Il le double notamment dans les films de l'univers cinématographique Marvel (les trois films Iron Man, les films Avengers, Captain America: Civil War, Spider-Man: Homecoming et sa suite), ainsi que dans les deux films Sherlock Holmes.
Par ailleurs, il fut doublé à trois reprises par Jean-Philippe Puymartin (Le ciel s'est trompé, Coupable Ressemblance, Le Don du roi), à deux occasions par Vincent Violette (Drôles de fantômes et Tueurs nés) et à titre exceptionnel par Vincent Ropion dans Une créature de rêve, William Coryn dans À fond la fac, Vincent Grass dans Le Dragueur, Arnaud Bedouët dans Chaplin, Pierre-François Pistorio dans Short Cuts, Luc Boulad dans Only You, Emmanuel Curtil dans Week-end en famille, Daniel Lafourcade dans U.S. Marshals, Mathieu Rivolier dans Bowfinger, roi d'Hollywood, Sébastien Desjours dans Black and White et Jean-Pierre Michaël dans Il était une fois dans le Queens.
Au Québec, depuis Iron Man 3 et les autres films Marvel Studios, Bernard Gabay assure également le doublage québécois de l'acteur (Avengers : L'Ère d'Ultron, Capitaine America: La guerre civile, Spider-Man : Les retrouvailles). Daniel Picard l'a également doublé pour Iron Man 2 et Les Avengers: Le film notamment. Pour son personnage de Sherlock Holmes, il s'agit de la voix de Patrick Chouinard.
- Versions françaises :
  - Bernard Gabay : films Iron Man, films Sherlock Holmes, films Avengers, films Spider-Man, Captain America: Civil War, etc.

- Versions québécoises :
  - Daniel Picard : Iron Man 2, Les Avengers: Le film, etc.
  - Bernard Gabay : Iron Man 3, Avengers : L'Ère d'Ultron, Capitaine America: La guerre civile, Spider-Man : Les retrouvailles, etc.